# فرهنگ قواس
فرهنگ قوّاس واژه‌نامه‌ای فارسی به فارسی است که به دست فخرالدین مبارک‌شاه غزنوی مشهور به فخر قواس یا فخر کمانگر (متوفی ۷۱۶ هـ. ق) نوشته شده است. این فرهنگ نخستین فرهنگ یک‌ زبانهٔ فارسی است که در هند نوشته شده و به احتمال، پیش از ۶۹۹ هـ. ق نگارش شده است. واژه‌ها در این فرهنگ بر اساس موضوع گردآوری شده‌اند که شامل پنج بخش می‌شوند و به همین جهت به فرهنگ پنج بخشی نیز معروف بوده. بیشتر مدخل های این فرهنگ از لغت فرس گرفته شده‌ است. این فرهنگ تعدادی واژه‌های ‫دگرگشته (تصحیفی) دارد.